# Kirti Nidhi Bista
Kirti Nidhi Bista (język nepalski  कीर्तिनिधि विष्ट ; ur. 15 stycznia 1927, zm. 11 listopada 2017) – nepalski polityk, trzykrotny premier Nepalu.
W 2005 roku powrócił na krótki okres do aktywnej polityki powołany na wicepremiera przez króla Gyanendre Bir Bikrama Shah Deva. Postrzegany był jako zwolennik rodziny królewskiej i monarchii. Utracił funkcję w wyniku kryzysu monarchii związanego z wojną domową w kraju.
Miał dwóch synów i trzy córki.